# Травин, Константин Иванович
Константин Иванович Травин (1 мая 1905, Верхние Пады, Тамбовская губерния — 1 января 1988, Москва) — советский баскетболист и баскетбольный тренер. Заслуженный мастер спорта СССР (1938). Заслуженный тренер СССР (1956). Заслуженный работник культуры РСФСР (1968).
Окончил Институт кинематографии.

## Биография
Родился 1 мая 1905 года в деревне Верхние Пады Тамбовской губернии.
В 12 лет семья переехала в Тамбов. В городе увлекся физкультурой, занимался в кружке тамбовских любителей спорта гимнастикой, легкой атлетикой, лыжами, коньками, играл в различные спортивные игры.
В баскетбол играл с 1922 года в команде московского Пречистинского рабфака. Одновременно с этим занимался регби, волейболом, гандболом.
С 1923 года — в составе московского «Динамо».
В 1925 году, окончив рабфак, переехал учиться в Ленинград и вошел в коллектив ленинградского «Динамо». В новой команде ему впервые доверили роль центрового (ранее выступал на позиции защитника).
Зимой 1927 года вернулся в Москву и вскоре был приглашен в состав сборной столицы как центровой, капитан и одновременно тренер команды. Выступал за сборную команды Москвы на Всесоюзной Спартакиаде 1928 года, сделав ее чемпионом турнира.
Также играл за «Динамо» (Москва), с которым дважды (1928, 1935) стал чемпионом, и один раз (1936) — вице-чемпионом СССР. Одновременно был и тренером «Динамо».
С 1934 года Травин начал тренировать женскую сборную Москвы и СССР.
Окончил Институт кинематографии.
В 1936 году перешёл в «Локомотив», где в 1938 году стал вице-чемпионом, в 1939 — чемпионом, а в 1940 — бронзовым призёром. Сочетал игровые выступления с тренерской работой в клубе.
Участник Великой Отечественной войны с 1941 года, партизанил, принимал участие в обороне Москвы в составе отдельной мотострелковой бригады особого назначения, составленной из добровольцев-спортсменов. Награждён орденом Отечественной войны II степени (06.11.1985).
Возглавляя женскую сборную СССР, привёл её к золотым медалям чемпионата Европы в 1950 и 1952 году.
В 1952 году возглавил ВВС МВО, привел клуб к чемпионству в сезоне 1952 года.
Затем, будучи старшим тренером мужской сборной СССР, привёл её к титулам чемпиона Европы 1953 года и бронзовым наградам чемпионата Европы 1955 года. Также при нем женская сборная стала чемпионом I Международных дружеских спортивных игр молодежи (1953) и 3-м призером XII Всемирных студенческих игр (1954). Результат выступления на Чемпионате Европы 1955 года спортивным руководством страны был признан неудовлетворительным, а Травина отстранили от работы со сборной СССР.
Был президентом Федерации баскетбола Москвы, в 1961—1967 годах — гостренер Спорткомитета РСФСР. Автор нескольких учебных пособий по игре в баскетбол (1956, 1960).
Сын — Александр Травин (1937—1989), заслуженный мастер спорта СССР по баскетболу.
Скончался 1 января 1988 года. Похоронен на Ваганьковском кладбище в Москве.

## Награды
- Орден «Знак Почёта» (27.04.1957) — «за успехи, достигнутые в деле развития массового физкультурного движения в стране, повышения мастерства советских спортсменов, и успешное выступление на международных соревнованиях»
- Орден Дружбы народов